# Verliebt und vorbestraft
Verliebt und vorbestraft (Produktions- bzw. Arbeitstitel: Kuckuckseier und Zweimal Hanne) ist ein Liebesfilm des Regisseurs Erwin Stranka, der auch am Drehbuch mitwirkte, aus dem Jahr 1963. In der Hauptrolle verkörpert Doris Abeßer die junge Praktikantin Hannelore.

## Handlung
Die junge Praktikantin Hannelore kommt direkt von der Bauakademie und soll in der Brigade des Baudienstleisters Fröhlich erste Erfahrungen am Bau sammeln. Erschwerend kommt hinzu, dass Hannelore ihrer Zeit weit voraus ist und als einzige Frau in dieser Männerdomäne Position beziehen möchte. Die Männer vom Bau, die gerade dabei sind, einen Häuserkomplex am Strausberger Platz in Berlin zu erstellen, sind standesgemäß nicht sehr erfreut über eine Frau in ihrer Runde. Eine Ausnahme bildet dabei jedoch Hanne, der, nicht nur wegen der Namensähnlichkeit, von Anfang an eine sehr große Sympathie für Hannelore entwickelt hat.
Am Maifeiertag betrinkt sich Hanne und zettelt eine Prügelei an. In der Folge wird er von der Polizei verhaftet. Des Weiteren wird ihm von den Behörden unterstellt, einen bisher ungeklärten Raubüberfall begangen zu haben. Hier kommt wieder Hannelore ins Spiel. Da sie weiß, dass Hanne mit dem Raubüberfall nichts zu tun hat, mobilisiert sie seine Kollegen, ihm aus dieser Situation zu helfen und die Sachlage gegenüber den ermittelnden Behörden aufzuklären. Der Umstand, dabei erneut in eine reine Männerdomäne einzutreten, ist auch für sie neu und zunächst auch unangenehm.
Die Handlung wendet sich aber, als sich herausstellt, dass Hannes Kollegen sehr wohl auch in der Lage sind, sich auf neue Herausforderungen einzustellen, denn nun stehen Hannes Arbeitskollegen nicht nur hinter Hanne, sondern auch hinter Hannelore.
In der Folge werden alle unklaren Sachverhalte aufgeklärt und die Handlung des Films nimmt ein gutes Ende. Entsprechend haben Hannelore und „ihr“ Hanne fortan gemeinsame Zukunftsaussichten.

## Produktionsnotizen
Kameramann Erich Gusto gelangen realistische Aufnahmen vom Geschehen auf der Baustelle. Dazu montierte er u. a. die Kamera auf Betonfertigteilen, die eingeschwebt wurden, sowie auf Lastenfahrstühlen und filmte aus der Kabine eines Turmdrehkranes.
Das Szenarium entstammt der Feder von Heinz Kahlau und der Potsdamer Richterin Martha Ludwig, die in einem Wettbewerb der DEFA um gute Lustspielideen den ersten Preis gewonnen hatte. Der Film galt als Beitrag der DEFA zum Bitterfelder Weg. Am 27. Januar 1963 erfolgte die Zulassung zur Aufführung durch das Kulturministerium. Anschließend wurden jedoch ideologische Einwände gegen den Film erhoben. Der Film wurde an das Studio zurückverwiesen, u. a. wurde ihm vorgeworfen, die geistige Physiognomie der Arbeiter sei nicht differenziert erfasst und das Wesen neuer, sozialistischer Menschen gewinne keine Gestalt. Schließlich wurde der Film um 20 Minuten gekürzt, wobei Motorradrennen auf der Baustelle, Skatspiele, Saufgelage und eine Szene an einem Bananenstand gestrichen wurden.
Im Berliner Kino Babylon wurde der Film am 8. November 1963 uraufgeführt. Im DFF wurde er am 23. Oktober 1964 erstmals ausgestrahlt. Am 21. September 1996 wurde Verliebt und vorbestraft erstmals im ORB gesendet.
Den anschließenden Verleih übernahm der Progress Film-Verleih.

## Sonstiges
Verliebt und vorbestraft war der erste Kinofilm, der unter der Regie von Erwin Stranka entstand. Stranka studierte zuvor an der Filmhochschule in Prag. Nachdem der Film stark gekürzt wurde und Folgeprojekte nicht genehmigt wurden, kündigte Stranka bei der DEFA und arbeitete als Dreher im Lokomotivbau Karl Marx Potsdam-Babelsberg. Erst 1971 folgte er dem Ruf, zur DEFA zurückzukehren.

## Kritiken
„Trotz mancher Einfallsarmut des Buches frisch und locker inszenierter Liebesfilm, der in seinem improvisiert wirkenden Gestus sichtlich mit den frühen Arbeiten der "tschechischen Neuen Welle" korrespondiert.“